# Inghisaggio
L'inghisaggio è una tecnica edilizia
che prevede l'ancoraggio di una parte in acciaio (ad esempio un tirafondo - grouting of steel items) all'interno di un elemento strutturale preesistente, come ad esempio un cordolo in calcestruzzo armato o un maschio murario.
Tale ancoraggio viene effettuato mediante l'utilizzo di malte cementizie, betoncini o calcestruzzi a ritiro compensato.
L'inghisaggio si esegue colando il materiale di collegamento di consistenza fluida nell'interstizio lasciato libero dalle parti da collegare previa pulitura e bagnatura delle superfici.
È una tecnica tipica dei restauri e consolidamenti di edifici esistenti, mediante la quale nuovi elementi costruttivi, anche gettati in opera, possono essere collegati a quelli preesistenti e già solidificati da tempo.

## Il grouting nel tunnelling
Durante la realizzazione di gallerie, spesso vengono effettuate delle iniezioni di una miscela liquida sotto pressione al fine di riempire gli spazi vuoti nel suolo, le fessurazioni delle rocce, le cavità dietro il rivestimento definitivo delle gallerie, ecc.
Il liquido iniettato col tempo tende a solidificare, per effetto di reazioni chimiche o fisiche, determinando un riempimento delle cavità e l'incremento della resistenza del terreno al fine di prevenire il passaggio di acqua durante lo scavo e di aumentare la resistenza dello stesso scongiurando i dissesti durante le operazioni di scavo.
Viene applicato anche per ridurre la subsidenza che potrebbe danneggiare le strutture adiacenti o sovrastanti la galleria.
Le boiacche da iniezione devono possedere una bassa viscosità per essere iniettate e pompate facilmente, anche a distanza, ed inoltre devono essere prive di effetti segregativi come il bleeding.
Le malte da iniezione inoltre devono possedere elevate prestazioni meccaniche a compressione ed avere un ritiro controllato.